# Mordella pretiosa
Mordella pretiosa es una especie de coleóptero de la familia Mordellidae.

## Distribución geográfica
Habita en Veracruz y Texas.